# 埼玉県立熊谷特別支援学校
埼玉県立熊谷特別支援学校（さいたまけんりつ くまがやとくべつしえんがっこう）は、埼玉県熊谷市にある公立特別支援学校。

## 沿革
- 1967年（昭和42年）5月 - 埼玉県立熊谷養護学校が開校。
- 2000年（平成12年）3月31日 - 埼玉療育園分教室が閉室し統合。
- 2009年（平成21年）4月1日 - 埼玉県立熊谷特別支援学校と改称。
- 2017年（平成29年）12月9日- 創立５０周年記念式典挙行。

## 学部
- 小学部
- 中学部
- 高等部
- 寄宿舎

## 通学区域
- 熊谷市
- 行田市
- 本庄市
- 羽生市
- 鴻巣市
- 深谷市
- 滑川町
- 嵐山町
- 小川町
- 寄居町
- ときがわ町
- 美里町
- 神川町
- 上里町
- 東秩父村